# حادث عبارة السلام 98
عبارة السلام 98 هي عبّارة بحرية مصرية عائدة لشركة السلام للنقل البحري، غرقت يوم الخميس 4 محرم 1427هـ الموافق لـ 3 فبراير 2006 م في البحر الأحمر، وهي في طريقها من مدينة ضبا التابعة لمنطقة تبوك السعودية إلى سفاجا.
كانت السفينة تحمل 1312 مسافراً و 98 من طاقم السفينة وكانت هناك آراء متضاربة عن العدد الإجمالي للأشخاص الذين كانوا على متن السفينة فاستناداً إلى تلفزيون «النيل»، عن محافظ البحر الأحمر، فإن العبارة كانت تقل 1415 شخصاً بينهم 1310 من الرعايا المصريين بالإضافة إلى طاقم الملاحة المؤلف من 104 فرداً وذكرت قناة «النيل» المصرية الرسمية أن 115 أجنبيّاً على الأقل كانوا على متن العبارة، بينهم 99 سعوديّاً، وكان معظم المسافرين مواطنين مصريين كانوا يعملون في السعودية وبعض العائدين من أداء مناسك الحج وكانت السفينة تحمل أيضاً 220 سيارة على متنها.

## تاريخ السفينة

عبارة السلام 98

بنيت السفينة في عام 1970 من قبل شركة Italcantieri S.p.A لصنع السفن الكبيرة في إيطاليا وأطلقت الشركة تسمية بوكاشيو Boccaccio على السفينة وكانت تستعمل في البداية للرحلات البحرية المحلية داخل المياه الإيطالية وكان طول السفينة 131 مترا وكانت السرعة القصوى للسفينة 19 عقدة وقوة محركها 16,560 كيلو واط وكانت سعتها آنذاك 500 راكبا و 200 سيارة، ولقد طورت السفينة في عام 1991، لتتسع لعدد أكبر من المسافرين وبلغت السعة النهائية 1300 راكبا و 320 سيارة، اشترت شركة السلام هذه السفينة في عام 1998، وأطلقت على السفينة اسم السلام بوكاشيو 98.

## غرق السفينة
في 3 فبراير 2006 اختفت عبارة السلام 98 على بعد 57 ميلاً من مدينة الغردقة المصرية على ساحل البحر الأحمر وأشارت التقارير الأولية عن بعض الناجين من الحادثة عن أن حريقاً نشب في غرفة محرك السفينة وانتشر اللهيب بسرعة فائقة وانتشرت العديد من الفرضيات حول أسباب الغرق والتي يمكن اختصارها بالتالي:
- تضاربت الأقوال حول مكان اشتعال النيران حيث قالت مصادر أن النيران اشتعلت في غرفة المحركات بينما قالت مصادر أخرى أن النيران اشتعلت في المخزن وتمت مكافحتها ومن ثم اشتعلت مرة أخرى، وقد تمت المكافحة باستخدام مضخات تقوم بسحب مياه البحر عبر الخراطيم إلى داخل السفينة وكانت مضخات تنشيف السفينة والتي تقوم بسحب المياه من داخل السفينة إلى خارجها لا تعمل «كما هو مبين في تسجيل الصوت لطاقم الملاحين في غرفة القيادة والذي انتشر بشدة» وأدى ذلك إلى اختلال توازن السفينة بسبب تجمع مياه المكافحة على جنب واحد مما أدى إلى انقلابها ومن ثم غرقها.

علماً أن السفينة كانت مرخصة للعمل حتى عام 2010 «وتلتزم بشروط الأمن والسلامة» حسب ناطق باسم شركة السلام وثبت بعد ذلك أن الكثير من العبارات والسفن المصرح لها بالعمل ينقصها الكثير من عوامل الأمان الضرورية كما أنه يتم تحميلها بأكثر من حمولتها وكانت الظروف الجوية جيدة للملاحة حسب تقارير الأحوال الجوية التي سجلت 24 عقدة لسرعة الريح وحرارة 25 درجة مئوية للماء ورؤية جيدة للأفق لمسافة 10 كم، وكانت غرفة عمليات الإنقاذ في اسكتلندا قد التقطت أول إشارات الإغاثة التلقائية من السفينة وقامت بنقلها عبر فرنسا إلى السلطات المصرية.
وعرضت المساعدة. السلطات المصرية من جهتها قالت إنها لم يصلها خبر وجود مشكلة بالعبارة (من الشركة المالكة) إلا بعد 6 ساعات من استغاثة العبارة.

## سير التحقيقات
جرى تداول القضية برئاسة عادل عبد السلام جمعة على مدى 21 جلسة طوال عامين استمعت خلالها المحكمة لمسؤولين هندسيين وبرلمانيين وقيادات في هيئة موانئ البحر الأحمر وهيئة النقل البحري.
وحكم في قضية العبارة في يوم الأحد الموافق 27 يوليو 2008، في جلسة استغرقت 15 دقيقة فقط تم تبرئة جميع المتهمين وعلى رأسهم ممدوح إسماعيل مالك العبارة ونجله عمرو الهاربان إلى لندن وثلاثة آخرون هم:
- ممدوح عبد القادر عرابي
- نبيل السيد شلبي
- محمد عماد الدين

بالإضافة إلى أربعة آخرين سقطت الدعوى عنهم لوفاتهم بينما عاقبت المحكمة صلاح جمعة ربّان باخرة أخرى تدعى «سانت كاترين»، وقضى الحكم بسجنه لمدة ستة أشهر مع إيقاف التنفيذ ودفع غرامة بقيمة عشرة آلاف جنيه مصري (حوالي 1200 يورو) بتهمة عدم مساعدة «السلام 98» وقد قام النائب العام بعمل استئناف للحكم وأُجّل إلى 3 سبتمبر.

### مصير القبطان
قال العديد من الركاب أن القبطان كان أول من غادر العبارة وأنهم شاهدوه يغادر العبارة على متن قارب صغير مع بعض معاونيه، وقد هرب وترك سفينتهِ والركاب مستعملاً قاربا صغيرا يتسع لثلاثين شخصا.

## عمليات البحث والإنقاذ

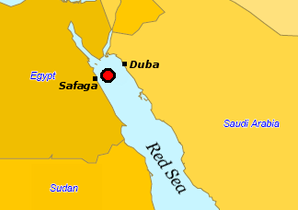
آخر نقطة التقط فيها الرادار العبارة

في الساعة 23:58 UTC من 3 فبراير 2006 التقطت غرفة الإنقاذ الجوية-البحرية التابعة لسلاح الجو البريطاني في مدينة كِنْلوس Kinloss في اسكتلندا إشارات استغاثة أوتوماتيكية ساتلية من السفينة وقامت الغرفة بنقل الإشارات إلى السلطات المصرية عن طريق فرنسا. وفي 3 فبراير نقلت وكالة رويتر تقارير عن عشرات الجثث الطافية على سطح البحر الأحمر وقامت 4 فرقاطات مصرية بعمليات البحث والإنقاذ وقامت السفينة الحربية البريطانية HMS Bulwark بالانحراف عن مسارها المعتاد للمساعدة في عمليات الإنقاذ ورفضت السلطات المصرية عرضاً من القوات البحرية الإسرائيلية بالمساعدة في عمليات الإغاثة. إلا أن السلطات المصرية وافقت على عرض للمساعدة قدمته طائرة الإستطلاع الأمريكية P-3 Orion بعدما كانت قد رفضت العرض قائلة أن لا حاجة للمساعدة. وكانت هناك تقارير عن قيام قبطان بنغالي بإنقاذ 33 من ركاب العبارة.
وقد أنقذت القوات السعودية مكوّنة من القوات البحرية التي شاركت بعدد من سفن الفرقاطات والطيران العمودي والدفاع المدني وحرس الحدود السعودي بإنقاذ 44 مواطنا سعوديا و 113 مواطنا مصريا وحملهم من البحر إلى الاراضي السعودية باستخدام 20 طائرة مروحية وعلاجهم.

## الصندوق الأسود
تمكّنت فرق البحث والإنقاذ من العثور على الصندوق الأسود للعبارة سلام 98 وتمكنوا من الاستماع إلى حديث طاقم السفينة قبل غرق السفينة بلحظات قليلة والتي أوضحت حيرة القبطان ومساعده في عملية إنقاذ السفينة من الغرق وتبين أن السفينة كانت تميل إلى اليمين وأن القبطان كان يأمر الركاب بالإتجاه إلى اليسار في محاولة منه لإعادة التوازن للعبارة وتبين أيضاً أن العبارة كانت تميل 20 درجة ثم زاد الميل إلى 25 درجة وهو مؤشر خطير مما جعل المساعد يتأكد أن العبارة في طريقها إلى الغرق وأوضح التسجيل أن الركاب كانوا يرددون الشهادتين وعبارة «لا حول ولا قوة إلا بالله» التي كانت آخر عبارة قبل انقطاع الصوت.

## حوادث مماثلة
- عام 1991 عبّارة مصرية أخرى، سالم إكسبريس، غرقت أمام السواحل المصرية بعد الارتطام بشعاب مرجانية. 464 مصريا لقوا حتفهم في هذا الحادث. الحطام الغارق للسفينة اصبح الآن معلَماً لرياضة الغوص.
- في 17 أكتوبر 2005 العبارة «فخر السلام 95»، المملوكة لنفس الشركة صاحبة السلام 98، غرقت بالبحر الأحمر بعد اصطدام الشاحنة القبرصية التسجيل بها، «جبل علي». في تلك الحادثة قُتل شخصان وأصيب 40 آخرون، بعضهم في التدافع لمغادرة العبارة الغارقة. بعد إخلاء كل ركاب وطاقم العبارة المصرية جنحت الشاحنة جبل علي، بينما غرقت العبارة فخر السلام 95 في ½3 دقيقة.

## وصلات خارجية
- «ثرثرة فوق البحر».. فنتازيا وثائقية، قناة الجزيرة الوثائقية